# Tyrian
Tyrian — компьютерная игра, аркадный вертикальный скроллер, разработанный компанией Eclipse Productions (позже стала World Tree Games) и выпущенный в 1995 году издателем Epic Megagames. В 1999 году игра была переиздана как Tyrian 2000. Игра официально перешла в разряд бесплатных в 2004 году. Создателями саундтрека являются Александр Брандон и Андреас Молнар.

## Версии
Оригинальная версия состояла из трёх эпизодов. Последняя версия 2.0 содержит новый четвёртый эпизод. В 1999 году игра была переиздана как Tyrian 2000 и включала все вышедшие патчи и новый пятый эпизод.
Tyrian 2000 совместима с Windows 95, 98/ME, 2000 и XP. На современных компьютерах, возможно, необходимо сэмулировать одну из звуковых карт, поддерживаемых игрой.
Также спустя какое-то время вышла свободная версия игры OpenTyrian под Windows, Linux и Mac OS X (работающая под этими операционными системами на библиотеке SDL). В данной версии отсутствуют оружие и уровни из Tyrian 2000.
В 2009 году была выпущена версия Tyrian для смартфона iPhone.

## Сюжетная линия
Игра начинается в 20 031 году. Главный герой — пилот Трент Хокинз (англ. Trent Hawkins) — занимается поиском пригодных для жилья мест на планетах, недавно подвергшихся терраформированию. Его последнее назначение — планета Тириан (англ. Tyrian), расположенная около территорий Хазудра — ящероподобной расы.
Однажды Хазудра Бьюс Квезиллак (англ. Buce Quesillac), лучший друг Трента, был подстрелен дроном, быстро исчезнувшим в небе. Умирая, Бьюс говорит Тренту, что это работа корпорации Майкросол (англ. Microsol), управляющей терраформированием на Тириане. Они решили убрать Бьюса, потому что он знал о «гравитиуме» — уникальном минерале на Тириане, способном контролировать гравитацию.
Майкросол хочет использовать гравитиум, чтобы многократно усилить боеспособность своих военных кораблей, сделав их почти неуязвимыми. Они также пытаются устранить всех, кто знает о существовании минерала. Трент — следующая цель в их списке. Бьюс советует Тренту попытаться добраться до Савары (англ. Savara) — свободного мира. Трент добывает маленький корабль и отбывает в Савару.
В первой миссии Трент выбирается с планеты Тириан. По ходу действия игрок получает сообщения от друзей и врагов, раскрывающие сюжет. В конечном итоге Трент вступает в контакт с конкурентом Майкросол — корпорацией Дженкор (англ. Gencore). В конце третьего эпизода игрок должен сразиться с флотом Майкросол и уничтожить их главный корабль.
Четвёртый эпизод, добавленный в версии 2.0, рассказывает об активации корпорацией Майкросол древней внеземной компьютерной системы, расположенной под поверхностью планеты Иксмьюкэйн (англ. Ixmucane). Эта система была создана, чтобы превратить планету в звезду, но никогда не использовалась создателями. Игрок должен уничтожить систему до того, как она полностью заработает, иначе Майкросол получит неисчерпаемый источник энергии. Вдобавок, многие важные учёные попали в ловушку под поверхностью планеты; они умрут, если система полностью активизируется.
Четвёртый эпизод кажется абсурдным и комическим по сравнению со строгой сюжетной линией первых трёх эпизодов. Например, можно заметить пародию на обычное клише в играх, когда один игрок сражается с ордами врагов. Финальный босс (убийца, которого Майкросол подвергла мутациям, чтобы убить игрока) — гигантский набор лицевых органов (глаза, нос и рот), плавающий в воздушном пространстве.
После заключительного сражения Трент заявляет о том, что устал подчиняться чужим приказам. Он устанавливает курс на Землю, которая находится от него на расстоянии в 100 световых лет, и уходит в анабиоз.